# Hotel Viru
Hotel Viru är ett höghushotell i centrala Tallinn. Hotellet öppnade 1972 och var då Tallinns första skyskrapa och har blivit ett landmärke i staden.
Byggandet av Hotel Viru föregicks av återupptagandet av färjetrafik mellan Finland och Estland. Den statliga turistorganisationen Intourist planerade byggandet av ett storhotell i Tallinn för att möta turistströmmarna. Hotell planerades genom bolaget Eesti Projekt och under ledning av arkitekterna Henno Sepmann och Väino Tamm. Hotellet byggdes 1969–1972.
Ett museum högst upp i huset på våning 23 visar de tidigare KGB-lokalerna i huset (radiokommunikationscentral). KGB avlyssnade 60 av hotellets 420 rum. KGB lämnade lokalerna 1991.